# Goodies (cântec)
„Goodies” este un cântec al interpretei americane Ciara. Piesa a fost compusă de Jazze Pha, fiind inclusă pe materialul discografic de debut al artistei, Goodies. Compoziția a fost lansată ca primul single al albumului în iulie 2004. 
Înregistrarea a devenit unul dintre cele mai cunoscute cântece ale Ciarei la nivel mondial, ocupând poziții de top 10 într-o serie de clasamente din lume.

## Lista cântecelor
Disc single distribuit prin iTunes
- „Goodies” - 3:43 (versiunea de pe album)

## Clasamente
| Clasament                       | Poziția maximă | Referință |
| ------------------------------- | -------------- | --------- |
| Australia Singles Chart         | 19             | [ 3 ]     |
| Austria Singles Chart           | 35             | [ 3 ]     |
| Belgium Singles Chart (Flandra) | 24             | [ 3 ]     |
| Belgium Singles Chart (Valonia) | 40             | [ 1 ]     |
| European Hot 100                | 3              | [ 4 ]     |
| France Singles Chart            | 27             | [ 3 ]     |
| Germania Singles Chart          | 10             | [ 3 ]     |
| Ireland Singles Chart           | 4              | [ 3 ]     |
| Netherlands Singles Chart       | 28             | [ 3 ]     |
| Norway Singles Chart            | 15             | [ 3 ]     |
| Noua Zeelandă Singles Chart     | 10             | [ 3 ]     |
| Sweden Singles Chart            | 39             | [ 3 ]     |
| Swiss Singles Chart             | 10             | [ 3 ]     |
| UK Singles Chart                | 1              | [ 3 ]     |
| U.S. Billboard Hot 100          | 1              | [ 3 ]     |